# Yli-Peittojärvi
Yli-Peittojärvi är en sjö i Finland. Den ligger i kommunen Kittilä i landskapet Lappland, i den norra delen av landet, 800 km norr om huvudstaden Helsingfors. Yli-Peittojärvi ligger 195,1 meter över havet. Arean är 13,7 hektar och strandlinjen är 2,19 kilometer lång. Sjön  ingår i Kemi älvs huvudavrinningsområde. 